# 우노 산타
우노 산타(宇野 賛多, 1998년 3월 11일 ~ ), 또는 잔둬(赞多)는 일본의 가수이자 댄서이다. 소속사는 Avex Warps이다. 팬덤명은 「클라우스」 (Claus)이며, 상징색은 「댄스 오렌지」 (舞道橙)이다.  
2021년부터 중국에서 보이 그룹 결성 프로젝트 서바이벌 프로그램 《창조영 2021》에 참가하여 활동하고 있다.

## 생애
우노 산타는 일본 아이치현에 위치한 나고야시에서 태어났다. 그의 형제로는 2세 차이 나는 누나와 9세 차이 나는 여동생이 있다. 또한, 일본의 남자 배우 오구리 슌의 조카이다. 나고야시에서 그는 반평생 19세의 삶을 지내다가 성인이 된 후에 도쿄로 상경하였다. 그를 포함한 그의 삼남매는 어릴 적부터 모두 춤을 배워왔으며, 누나를 따라 매년 오는 기념일마다 나고야시의 길거리에서 버스킹을 하기도 하였다. 2012년, 14세가 된 그는 Dance @ Kids Season7 Japan Final 대회에서 챔피언상을 수상하였고, 이어 개최되는 국제 대상에서 챔피언상을 모두 휩쓸었다. 무용가 이외에도 안무가, 댄스 멘토 그리고 모델 등의 활동도 겸비하고 있다.

## 내력
2021년 1월 13일, 서바이벌 프로그램 《창조영 2021》의 참가가 확정되었다. 2월 17일, 동영상 사이트 플랫폼 텐센트 비디오에서 주최하는 보이 그룹 결성 프로젝트 서바이벌 프로그램 《창조영 2021》에 참가하였다.

### 《창조영 2021》 관련
- 데뷔조 진입은 볼드체로 표시.

| 편수 | 순위 | 등락 | 표 수 （응원도） | 등급      | 각주 |
| 2화  | 4위  | 빈칸 | 표 수 미공개     | A→C→A→A→A |      |
| 3화  | 2위  | ▲ 2  | 표 수 미공개     | A→C→A→A→A |      |
| 4화  | 2위  | ▬    | 표 수 미공개     | A→C→A→A→A |      |
| 5화  | 2위  | ▬    | 19,576,309표     | A→C→A→A→A |      |
| 6화  | 4위  | ▼ 2  | 표 수 미공개     | A→C→A→A→A |      |
| 7화  | 2위  | ▲ 2  | 14,773,950표     | A→C→A→A→A |      |
| 8화  | 2위  | ▬    | 표 수 미공개     | A→C→A→A→A |      |
| 9화  | 2위  | ▬    | 7,435,270표      | A→C→A→A→A |      |

## 영상 작품

### 프로그램
| 일시              | 방송사        | 제목            | 각주   |
| 2021년 2월 17일－ | 텐센트 비디오 | 《창조영 2021》 | 참가자 |